# Чойжин-ламын-сумэ

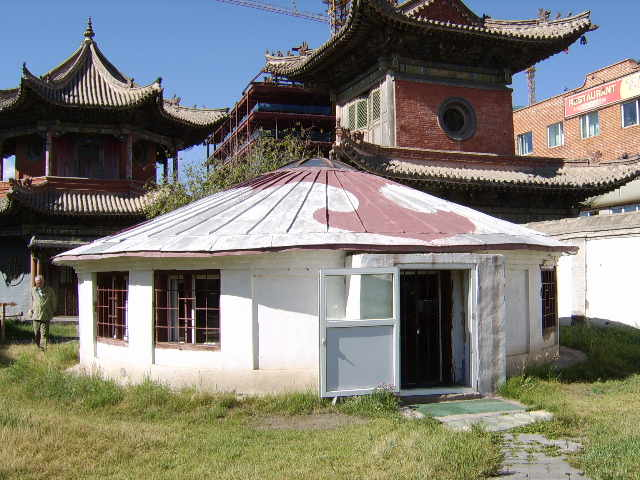
Молитвенный домик в форме юрты

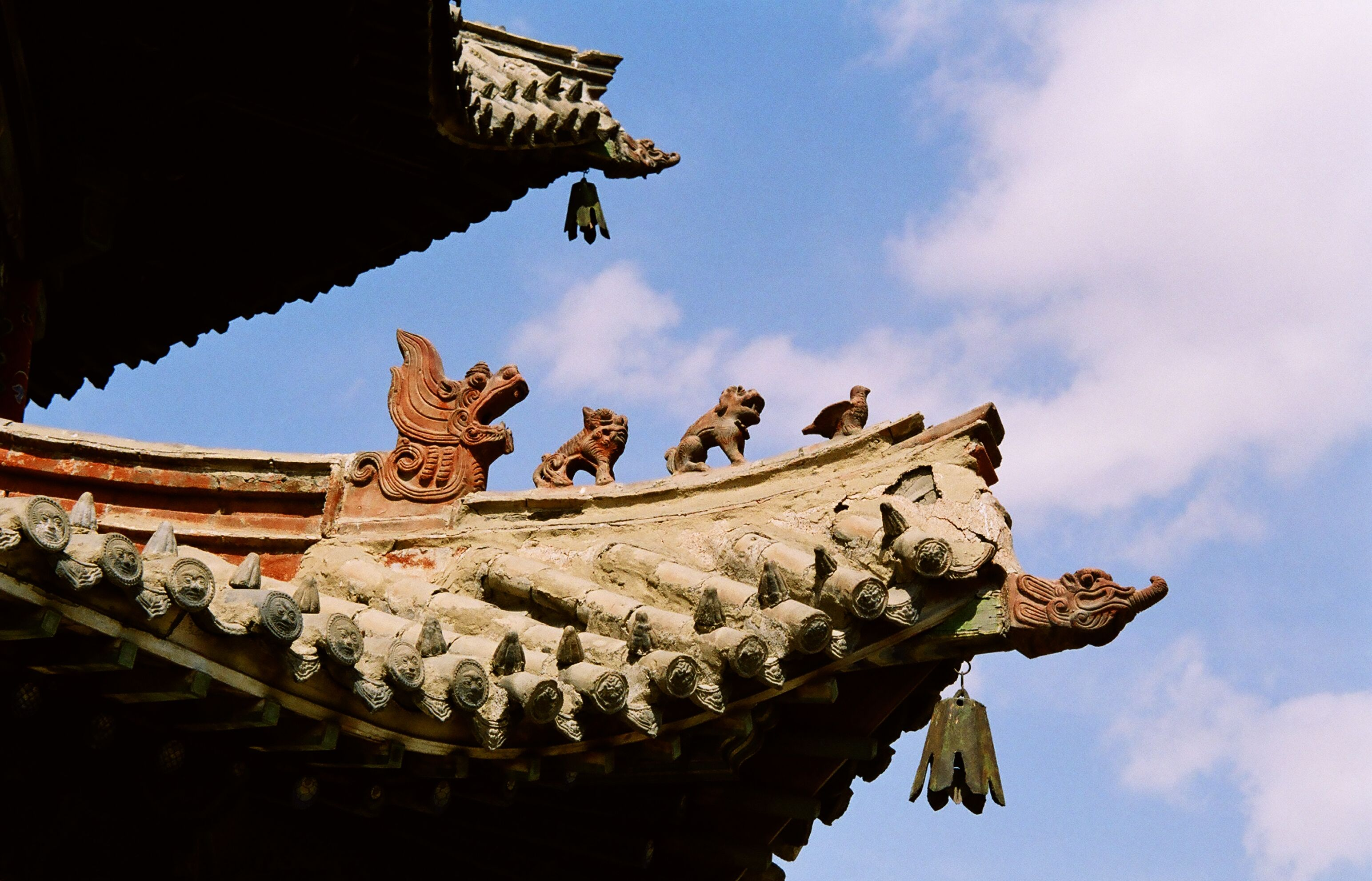
Фрагмент кровельного украшения одного из храмов комплекса

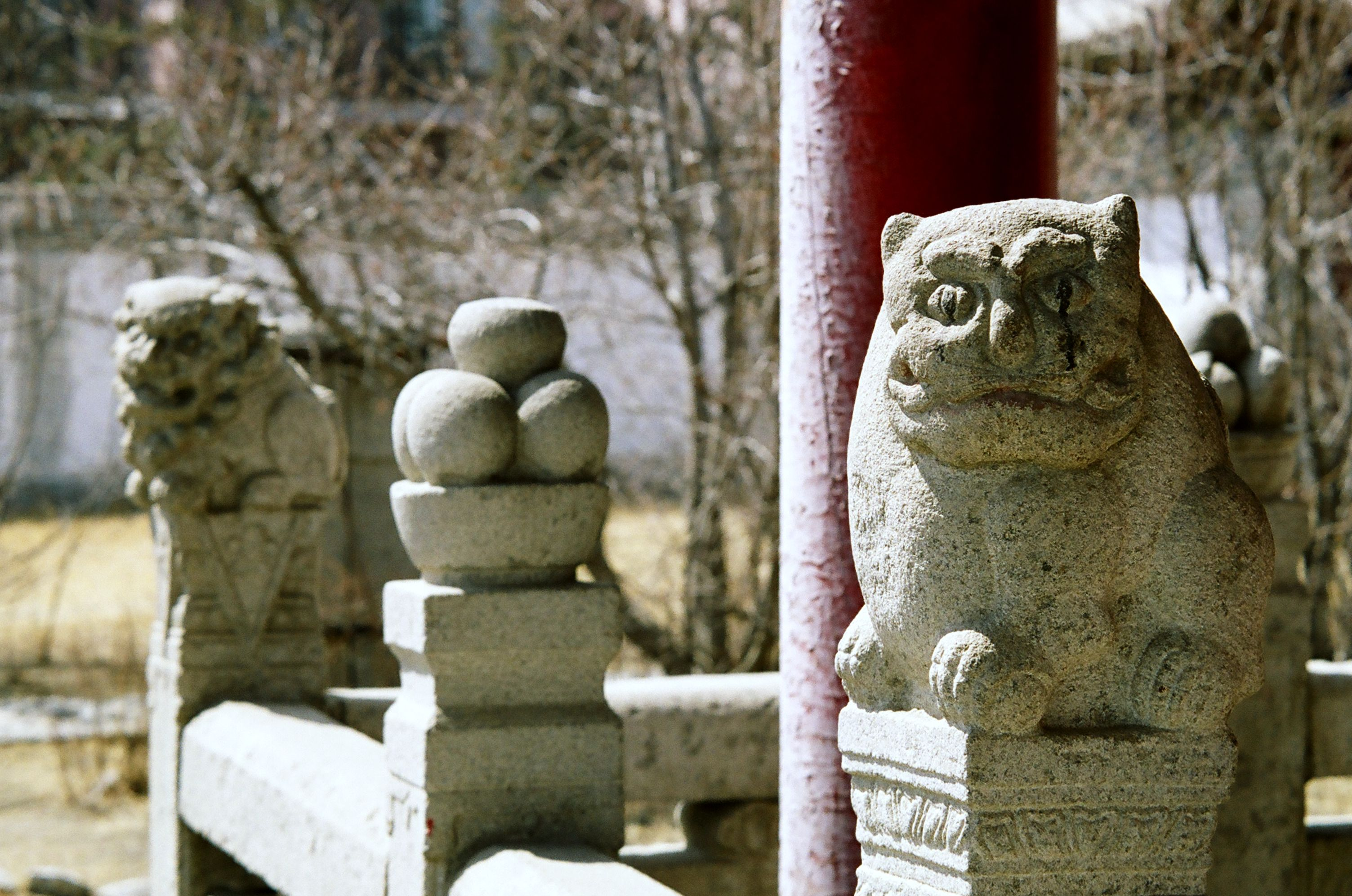
Каменные львы-стражи храма

Храм-музей Чойджин-ламы (монг. Чойжин ламын сүм) — храмовый комплекс начала XX века в столице Монголии Улан-Баторе. В настоящее время — действующий музей тибето-монгольского религиозного искусства.

## История
В 1875 году шестилетний Богдо-гэгэн VIII прибыл в Монголию вместе со своим младшим братом Лувсанхайдавом (1871—1918). Когда Лувсанхайдаву исполнилось 12 лет, личный учитель Богдо-гэгэна Балданчоймбол решил сделать из него прорицателя и в 1884 году пригласил из Тибета чойджин-ламу Сэтээва для исполнения ритуала нисхождения в ребёнка духа-провидца (чойжин). Совместно с ним ритуал нисхождения исполнил и ургинский лама Лувсанпэлжээ. Главными духами-провидцами, на которых опирался Лувсанхайдав в своей практике, стали Найчин-чойжин, Зэмэр-чойжин и Дордже Шугден. Предполагалось, что эти духи станут опорой монгольской государственности и помогут изгнать маньчжурскую власть из Халхи. Сам Лувсанхайдав был известен как поклонник «красной веры» и не придерживался общепринятой в школе гелуг практики целибата, женился.
Первый храм, построенный для государственного чойжин-ламы в 1896—1902 годах в ургинском Зуун-хурэ на народные пожертвования, в 1903 году погиб в пожаре. Тогда Лувсанхайдав на собственные средства и средства собственной жены Сурэнхорло, — дочери управляющего китайским торговым кварталом Урги Маймачен, — начал создание нового каменного храма вокруг уже построенного на этом месте в 1891-1901 годах храма Зуу. В 1906 году Лувсанхайдав отправил императору Гуансюю сопровождённое подарками письмо, в котором заверил его в том, что в новом храме будут молиться за его долголетие и за прочность имперской власти, а также испрашивал официальное название для храма; в результате храм получил имя «Храм распространения милостей» (монг. Өршөөлийг хөгжүүлэгч сүм). В 1908 году строительство храмового комплекса было завершено. Богдо-гэгэн дал ему имя «Дворец, подавляющий все виды чёрных демонов и творящий великое неколебимое блаженство» (Хар, зүгийн шулмасын аймгийн омгийг дарагч, их амгалангийн урвалтгүй зүтгэн бүтээсэн орд харш).
Вплоть до 1936 года в храме проходили службы, а в 1938 году, во время репрессий духовенства в Монголии храм был закрыт, и, вероятно, был бы снесён, однако в 1940 году по постановлению Учёного комитета Монголии храм было решено оставить в качестве памятника архитектуры. В 1941 году он был взят под защиту государства, а в 1942 году было принято решение использовать помещения храма под антирелигиозный музей (позже — «Музей истории религии»).

## Архитектура
Автором большинства проектов строений комплекса, строившегося из дерева, был монгольский архитектор Омбогийн. Архитектура комплекса испытала существенное влияние китайского зодчества. В изготовлении ритуальной утвари, в частности изображений-танка, принимал участие будущий основатель современной монгольской живописи, Балдугийн Шарав. На украшения всего комплекса было потрачено 1821,2 кг чистого серебра.

## Экспозиция музея
Экспозиция воспроизводит состояние храма, каким он был при Лувсанхайдаве.
В главном храме находится статуя Будды Шакьямуни XVIII века, по правую руку от неё находится статуя Лувсанхайдава, по — левую — мумифицированное тело ламы Балданчоймбола. Музей располагает большой коллекцией культовых принадлежностей тибетского буддизма, копией 108-томного буддийского канона Кангьюра и 226-томных комментариев к нему — Тенгьюра, привезённой из Тибета Богдо-гегеном VIII, а также коллекцией масок для церемонии цам.
Снаружи храма располагается молельня, выполненная в форме традиционной монгольской юрты, а также площадка, на которой Лувсанхайдав выполнял тантрические ритуалы.
В храме Зуу, посвящённом Будде Шакьямуни, экспонируются три статуи Будды, изготовленные из папье-маше. На стенах храма — изображения 16 архатов и четырёх махарадж. В храме Ядам Чойжин-лама проводил важнейшие ритуалы, и он был закрыт для верующих. В нём находятся бронзовые статуи 84 индийских махасиддхов, а также статуи йидамов Калачакры и Махамаи, будды Ваджрадхары и др. Храм Амалган посвящён первому тулку Богдо-гэгэна, Дзанабадзару (1635—1724).